# Chelo de Castro
José Víctor de Castro Carroll (Barranquilla; 19 de marzo de 1920-Barranquilla, 20 de junio de 2022), más conocido como Chelo de Castro, fue un periodista deportivo colombiano.

## Biografía
Nacido en el barrio San Roque y bachiller del Colegio San José, Chelo de Castro fue miembro de una tradicional familia barranquillera entre quienes sobresalen el general Diego A. de Castro, primer gobernador del departamento del Atlántico; Arturo de Castro, quien a principios del siglo XX le dio impulso al fútbol en Colombia; y su hijo menor Darío, más conocido como Chelito, compositor, pianista y acordeonista.

## Actividad periodística
Los deportes a los que se dedicó  fueron el béisbol, el boxeo y el fútbol, de los cuales fue referencia y autoridad a nivel nacional. A diario escribía sobre hechos históricos y de actualidad relacionados con estos deportes.
Prensa
Desde 1945 escribió a diario una columna deportiva en diferentes periódicos de Barranquilla. Comenzó su carrera como columnista deportivo en 1945 en el semanario La Unidad, dirigido por Armando Zabaraín. En 1950 ingresó al diario La Prensa de Carlos Martínez Aparicio, donde estuvo diez años. En 1960 pasó al vespertino El Nacional de Julián Devis Echandía, donde laboró por ocho años. En 1968 trabajó en Diario del Caribe, donde estuvo durante ocho años. Desde 1976 se desempeñó como columnista de El Heraldo.
Cada diciembre dejaba de lado la temática deportiva de su columna por asuntos del pasado de Barranquilla, entregando sus “Acuarelas Costumbristas”. En ocasiones intercalaba los temas deportivos con sus opiniones políticas o sobre la actualidad nacional e internacional, o dando paso tanto a amigos como a contradictores.
En su léxico sobresalieron palabras, frases y expresiones que se han hecho célebres, algunas, en otros idiomas o invenciones suyas: "bambinazo" (home run), "una pregunta pringamocera", "never come back", "mondis miquis joping yegua", "et pas plus", entre otras.
Radio
Desde el 7 de abril (día de Barranquilla) de 1953 transmitió a diario por la radio local el programa "Desfile Deportivo", el cual fundó con Mike Schmulson. Fue transmitido por Emisora Atlántico por algunos meses, La Voz de la Patria durante 40 años, 18 años por Uniautónoma Estéreo hasta enero de 2011, y desde entonces por Radio Aeropuerto hasta el año 2019.

## Otras actividades
De Castro fue dirigente de boxeo internacional, escribiente de la alcaldía de Barranquilla y Jefe de Espectáculos Públicos del municipio de Barranquilla durante 28 años.
Desde su columna y su espacio radial denunció la decadencia en que, en su criterio, sumieron a Barranquilla la corrupción y las corrientes de otras regiones del país.
De Castro fue responsable de bautizar escenarios deportivos de la ciudad con nombres de atletas destacados, por ejemplo, el estadio Metropolitano, el estadio de baloncesto Elías Chegwin, el velódromo, el coliseo cubierto y el estadio Municipal.
Fue defensor del amateurismo y crítico de las políticas del Comité Olímpico Internacional.

## Obras
- "La pértiga rota".
- "Acuarelas Costumbristas".[11]